# Ángel Médici
Ángel Médici, né le 20 décembre 1897 à Buenos Aires (Argentine) et mort le 9 août 1971, est un footballeur international argentin des années 1920. 

## Biographie
Médici commence sa carrière à San Telmo puis joue au Club Atlético Atlanta. En 1922 il signe à Boca Juniors, et intègre une équipe qui remporte le championnat amateur en 1923, 1924, 1926 et 1930, ainsi que de nombreuses autres compétitions plus mineures. Il participe également à la fameuse tournée du club en Europe en 1925.
En 1922 il fait ses débuts en équipe nationale d'Argentine. Il participe à toutes les éditions de la Copa América entre 1922 et 1926. Il remporte donc la compétition en 1925, puis la médaille d'argent aux Jeux olympiques de 1928.
Après sa retraite sportive en 1930, à l'orée du professionnalisme argentin, Médici devient entraîneur, notamment pour Barracas Central.

## Palmarès
- Championnat d'Argentine de football
  - Champion en 1923, 1924, 1926, 1930
- Copa América
  - Vainqueur en 1925
- Jeux olympiques
  - Médaille d'argent en 1928